# Aladin’s Spiegel-Palast
Als Aladin's Spiegel-Palast (Aladin's Palace Universal oder Palais aux milles mirroirs) ging der schweizerische Varieté Zirkus Aladin ab 1985 mit einem Spiegelzelt auf schweizerische und internationale Tournee. Sein Programm beinhaltete eine Mischung aus Zirkus, Kabarett und Varieté. Geführt wurde er von den Schweizer Künstlern Ueli Hirzel und Eva Bruderer. Der Startschuss fiel 1985 in Schaffhausen und führte den Zirkus durch die Schweiz, Deutschland und Frankreich. 1985 wurde der Zirkus für den Prix Walo für den Schweizer Unterhaltungskünstler des Jahres nominiert. Die Gruppe löste sich nach einem erfolgreichen Gastspiel in Paris im Jahr 1989 auf.

## Spiegel-Palast
Ueli Hirzel hatte den Spiegel-Palast aus den 1920er Jahren als ein holländisches Pofferties-Restaurant 1984 an der Strandpromenade von Den Haag entdeckt. In ihrer Geschichte hatte die mobile Spielstätte bereits als Pavillon für die Olympischen Sommerspiele in Antwerpen 1920, als Wandertheater, als Billardzimmer und als Tanzsaal gedient. Ab 1960 stand die Holzkonstruktion an der Strandpromenade. 1984 konnte Ueli Hirzel dieses Zelt kaufen und mit Hilfe der ursprünglichen Zirkus Aladin und Zirkus Palaveri Truppe gelang es ihm, das Zelt zurück in die Schweiz zu bringen.
Während des Abbaus wurde klar, dass die Struktur des Palastes erneuert werden musste. Ueli Hirzel und seine Mitstreiter machten sich an Konstruktions- und Renovationsarbeiten, die nach sechs Monaten abgeschlossen wurden. Der Tagesplan der Truppe beinhaltete morgendliches Bauen am Spiegelzelt sowie nachmittägliche und abendliche Proben am Programm.
Im Original erhalten blieben 1'014 Spiegel, die Ornamente, die Säulen und die Logen. Im renovierten Palast hatten bis zu 200 Gäste Platz. Nach ihren letzten Gastspielen bestand die Ausstattung bzw. der Fuhrpark von Varieté Zirkus Aladin aus 48 Fahrzeugen mit Gesamthaft 2'260 PS, 30 Anhängern, 55 Musikinstrumenten, 134 Kostümen, 402 Kleiderständern, 32 Zahnbürsten, 182 Paar Schuhen, acht Hunden, acht Hühnern, zwei Katzen, einem (stepptanzenden) Esel und 1'014 Spiegeln.
Im Gegensatz zum bisherigen Zelt von Varieté Zirkus Aladin, in dem das Publikum auf Tribünen im Rund um die Spielfläche gesessen hatte, wurde es im Spiegel-Zelt an verschiedene kleine Tische und Logen gesetzt. Während der Vorstellungen wurde auch Essen und Trinken aus der hauseigenen Küche serviert.
Heute dient der Spiegel-Palast des Zirkus Aladin als Stätte der «Bar jeder Vernunft.» Ueli Hirzel erdachte sich nach 1989 zusammen mit Holger Kotzbach einen dadaistischen Nachtklub und damit einen Ausgangsort für Theater- und Kulturschaffende in Berlin. Heute fungiert das Spiegelzelt als Kabarett und Theaterstätte.

## Tournee
Nach der Premiere des Projekts Aladin’s Spiegel-Palast im Mai 1985 in Schaffhausen begann auch eine mehrjährige Tournee der Zirkusgruppe. 1985 besuchte der Zirkus die Städte Schaffhausen, Basel, Bern, Zürich und Biel und war wiederum Teil des Programms des Zürcher Theater Spektakel (als Aladin's Palace Universal). Nach einigen Aufführungen in Wetzikon zog es den Zirkus 1986 nach Deutschland, wo er in München und Berlin gastierte. Im Jahr 1987 kehrte die Gruppe in die Schweiz zurück und trat als Kinder-Familien-Zirkus erneut am Zürcher Theater Spektakel auf, um im Anschluss nach Biel und Lausanne weiterzureisen. Im folgenden Jahr spielte Varieté Zirkus Aladin mit dem Spiegelzelt in Neuenburg und Genf. In ihrem letzten Tournee-Jahr, 1989, reiste der Zirkus nach Frankreich, wo er in Paris in den Arènes de Lutèce  sein letztes Gastspiel gab. Im Anschluss wurde das Spiegelzelt in der Cartoucherie in Vincennes beim Théâtre du Soleil einer chilenischen Theatergruppe zur Verfügung gestellt.

## Programm
Nach einer Kreativpause im Jahr 1984 erarbeitete Ueli Hirzel mit seinen Mitstreitern vom Varieté Zirkus Aladin für das Spiegelzelt ein neues Programm. Neuerdings wurde auch ein sogenanntes Midnight-Special mit lokalen Künstlern geboten. Ausserdem arbeitete Hirzel eng mit anderen Kunstschaffenden, Behörden und Vereinen zusammen, um spezielle Angebote und Events zu veranstalten.

### «Aladin-Spektakel»
Die Gruppe spielte zwischen 1985 und 1989 jeweils das zweistündige Abendprogramm, das in seiner Grundstruktur nicht verändert wurde. Erzählt wurde die Geschichte der Entstehung der Welt. Das Eröffnungsbild glich dem eines Musikautomaten. Lebende Marionetten, kostümiert als Engel und mythische Wesen, wurden auf die Holzbühne getragen und Klaviermusik begleitete die sanften Bewegungen der Marionetten. Von dort aus erschien die Welt am Himmel, welche von Atlas gestemmt wurde. Aus ihr wurde dann der erste Mensch, eine Frau, geboren.
In der parallel erzählten Rahmengeschichte befand sich das Publikum in einem Restaurant, in dem schlecht bedient wurde und nicht richtig funktionierte. Die beteiligten Künstler hatten verschiedene Rollen und Funktionen. Neben ihren artistischen Darbietungen traten sie als Kellner auf und bedienten das Publikum beziehungsweise wechselten zwischen Bedienung und künstlerischen Einlagen ab. Beispielsweise gaben der Chef de Service gespielt von Alfd Bitterli und der verwirrte Kellner Eugen gespielt von Leon Kaufmann ihre Jonglierkünste mit einer wilden Teller-Jonglage zum Besten. Auf dem Höhepunkt der Vorstellung brachte Kellner Eugen, der davon träumte, selbst auch einmal im Rampenlicht zu stehen, im goldglitzernden Kostüm mit einer Feuernummer das Zelt zum Funkeln.

### Kinderprogramm
Für Kinder wurde im Vergleich zum bisherigen Programm des Varieté Zirkus Aladin nicht mehr täglich ein Mitmach- und Aufführungsprogramm angeboten, sondern an einzelnen Nachmittagen gab es zweistündige Kinderaufführungen. Obwohl die gleichen Kunstschaffenden am Abend wie auch am Nachmittag auftraten, wurde das Nachmittagsprogramm speziell für Kinder und Familien revidiert. Zum einen wurde die Geschichte des Abendprogramms revidiert, sie begann also nicht mit Atlas, welcher die Welt hineinträgt, und zum anderen nahmen die Künstler andere Rollen ein. Leon Kaufman spielte am Abend den Kellner Eugen, am Nachmittag trat er aber als Clown Gusti auf, Pia Keel war abends die mürrische Kellnerin Frau Sonderegger, am Nachmittag aber Clown Ludmilla.

### «Midnight Specials ‹Aladin – La Folie Extraordinaire›»
Die Midnight Specials des Zirkus nahmen ihren Anfang mit einer Ausschreibung im Zürcher Tagblatt. Aladin würde durch Mithilfe bei Kuration und Programmzusammenstellung wachsenden Künstlern ein Sprungbrett in die Schweizer Kulturszene verschaffen. So entstanden an allen Aufführungsorten, mit der Ausnahme von Paris, mitternächtliche Spektakel. Diese reichten von klassischen Liederabenden zu Tanzveranstaltungen, Big-Band-Konzerten und Comedyvorstellungen. Künstler aller Altersklassen und Bereichen wurden willkommen geheissen.
Dabei wurde im Oktober 1985 unter anderem eine Mr. Bern-Wahl veranstaltet. Moderiert durch Ada Hecht, gewann diese Parodie der Miss-Wahlen der damals 25-jährige Jüre Tauss. In Zürich wiederum wurde es eine Tango-Nacht veranstaltet, oder Aufführungen der Tanzgruppe Sprities und Auftritte vom Kabarett Götterspass (1985) und Karl’s kühner Gassenschau (1987). Grossen Erfolg feierte der Zirkus bei einem Projekt kuratiert von Pierre Schmalz, dem Besitzer und Führer des Café le Cardinal. Über fünf Abende feierten sie im Jahr 1987 das Projekt Carladin am Bieler Seeufer. Andere Künstler die mit dabei waren, sind Rada Petkova und Bertrand Roulet (vier-händiges Klavierspiel), Ada Hecht und Bertie Corazolla, Jerry Milano und Clan Miller and the Hot Kotz.

### Spezialprojekte
Der Spiegelpalast wurde auch für diverse Anlässe zur Verfügung gestellt beziehungsweise vermietet. Im August 1985 arbeitete der Zirkus zusammen mit Helvetas und führte mit dem Hilfswerk eine Aufklärungs- und Spendenaktion durch. Auf dem Zürcher Sechseläutenplatz fanden sich neben dem Spiegel-Palast Informations- und Essensstände. Im Palast wurden neben Aufführungen auch Publikums und Podiumsdiskussionen abgehalten. 1985 diente der Palast als Ausstellungsort der Aktion Anstadt der Schweizer Kunststiftung Jetzt Kunst. Nicht alle Angebote waren erfolgreich oder stiessen auf Anklang. So wurde im August 1985 eine Sonntagsmatinee zur Selbsthilfe bei Drogen-Problemen von der damaligen Politik unterbunden.
Im Rahmen des Zürcher Theaterspektakels 1987 und 1988 diente das Spiegel-Zelt des Zirkus’ auch als Teil der Festival-Ausstattung auf der Landiwiese. Der Zirkus führte einen Restaurantbetrieb und stellte den Spiegel-Palast als Aufführungsstätte zur Verfügung. 1988 beispielsweise als Aufführungsort der Konzerte von BBFC, und den Zuzügern Didier Hatt und Pascal Auberson. Nebenbei bot die Zirkusgruppe ihr ein nachmittägliches Kinder-Programm an.

## Ende
Nach fünf Jahren Tournee endete das Projekt mit dem Spiegelpalast in der Pariser Cartoucherie. Zur Debatte hatte eine längere Europatournee gestanden (von Paris nach Lyon, Barcelona und dann Brüssel). Da sich die Mitglieder von Varieté Zirkus Aladin jedoch nicht einig wurden und viele zurück nach Hause in die Schweiz wollten, trennten sich ihre Wege.

## Mitwirkende

### «Aladin-Spektakel»
Die Kerntruppe des Zirkus’ bestand 1985 aus 14 Personen. Mit dabei waren wie bereits 1983, noch unter dem Namen Varieté Zirkus Aladin, Mitglieder des Zirkus Palaveri. Gemeinsam wurden Ziele definiert und die Strukturen innerhalb des Zirkus, wie beispielsweise die Arbeitsteilung, festgelegt. Die Mehrheit der Mitgliedern stammten aus der Schweiz, mit ein paar Mitglieder aus der BRD und der DDR einem Mitglied aus Frankreich und einem Mitglied aus Indien. Bis 1989 wuchs die Gruppe auf 25 Personen an.
| Bürgerlicher Name                                                    | Figur                                  | Disziplin/Arbeitsbereich                                   | 1985 | 1986 | 1987 | 1988 | 1989 |
| -------------------------------------------------------------------- | -------------------------------------- | ---------------------------------------------------------- | ---- | ---- | ---- | ---- | ---- |
| Ueli Hirzel                                                          |                                        | Direktion                                                  | Ja   | Ja   | Ja   | Ja   | Ja   |
| Ueli Hirzel                                                          | Direktor Brettschneider                | Clownerie                                                  | Ja   | Ja   | Ja   | Ja   | Ja   |
| Eve-Lynn Bruderer                                                    |                                        | Direktion                                                  | Ja   | Ja   | Ja   | Ja   | Ja   |
| Ada Hecht (BDR)                                                      | Ada Hecht                              | Diseuse, Chanteuse                                         | Ja   | Ja   |      |      |      |
| Leon Kaufmann                                                        | Clown Gusti (Nachmittags)              | Clownerie                                                  | Ja   | Ja   | Ja   | Ja   | Ja   |
| Leon Kaufmann                                                        | Kellner Eugen (Abends)                 | Clownerie                                                  | Ja   | Ja   | Ja   | Ja   | Ja   |
| James Shoenmann                                                      | Mister 1000 Volt                       | Spiel mit Elektrizität                                     | Ja   | Ja   | Ja   | Ja   | Ja   |
| James Shoenmann                                                      | Tongo/Dongo                            | Ketten Sprengen                                            | Ja   | Ja   | Ja   | Ja   | Ja   |
| James Shoenmann                                                      |                                        | Schlagzeug                                                 | Ja   | Ja   | Ja   | Ja   | Ja   |
| James Shoenmann                                                      | Yon Ashtron                            | Telepathie (mit Cassandra)                                 | Ja   | Ja   |      |      |      |
| Prasanna Roa (Indien)                                                | Prasanna Roa                           | Schattenspiel                                              | Ja   |      |      |      |      |
| Zirkusorchester von Aladin's Palace Universal (wechselnde Besetzung) |                                        | Musik                                                      | Ja   | Ja   | Ja   | Ja   | Ja   |
| Edi Carello                                                          |                                        | Jonglage                                                   | Ja   |      |      |      |      |
| Carina Ott                                                           | Carina                                 | Kautschuk-Darbietungen                                     | Ja   | Ja   | Ja   | Ja   | Ja   |
| Carina Ott                                                           |                                        | Erscheinungsbild/Erschafferin der Welt                     |      | Ja   | Ja   | Ja   | Ja   |
| Max Schnellman                                                       | Max der Barmann                        | Bar-Betrieb                                                |      | Ja   | Ja   | Ja   | Ja   |
| Marc Pantelli                                                        | Tutto Pantelli Pümpeli                 | Trompeten Spiel, Fahrrad                                   | Ja   | Ja   | Ja   | Ja   | Ja   |
| Casper Friess                                                        | Leo Schwalbe (später als Fabian Tastl) | Orchesterleitung                                           | Ja   | Ja   | Ja   | Ja   | Ja   |
| Charles Fistkorn (DDR)                                               |                                        | Äquilibristik, Seiltanz                                    | Ja   | Ja   | Ja   | Ja   | Ja   |
| Edith Fistkorn (DDR)                                                 |                                        | Äquilibristik, Seiltanz                                    | Ja   | Ja   | Ja   | Ja   | Ja   |
| Ilsie Friess                                                         | Muna Ferrer                            | Gesang                                                     | Ja   | Ja   | Ja   | Ja   | Ja   |
| Pia Keel                                                             | Clown Ludmilla (Nachmittags)           | Clownerie                                                  | Ja   | Ja   | Ja   | Ja   | Ja   |
| Pia Keel                                                             | Clown Ludmilla (Nachmittags)           | Hunde Nummer mit Bimbo und Pluto                           | Ja   | Ja   | Ja   | Ja   | Ja   |
| Pia Keel                                                             | Frau Sonderegger (Abends)              | Clownerie                                                  | Ja   | Ja   | Ja   | Ja   | Ja   |
| Pia Keel                                                             | Gertrude Sturzenegger                  | Stepp-Tanz                                                 | Ja   | Ja   | Ja   | Ja   | Ja   |
| Roger Burnans                                                        | Atlas (Abends)                         | Berche-Balance                                             | Ja   | Ja   | Ja   | Ja   | Ja   |
| Roger Burnans                                                        | Herr Bränner                           | Kellner Figur                                              | Ja   | Ja   | Ja   | Ja   | Ja   |
| Stöff Gärtner                                                        |                                        | Lichttechnik (Konzept, Dramaturgie, Bedienung & Transport) | Ja   | Ja   | Ja   | Ja   | Ja   |
| Rolf Corver                                                          | Albert Bitterli                        | Chef de Service (Betriebsekel & Komik)                     | Ja   | Ja   | Ja   | Ja   | Ja   |
| Mäthe Loosli                                                         |                                        | Bassist                                                    |      |      |      | Ja   | Ja   |
| Fafa (FR)                                                            | Calamity Jane / Flamenca               | Komische Zauberin, Illusionismus                           |      |      | Ja   | Ja   | Ja   |
| Cecilia Gagianotte                                                   |                                        | Erscheinungsbild/Erschafferin der Welt                     | Ja   |      |      |      |      |
| Sonja Friess                                                         | Cassandra                              | Telepathie (mit Yon Ashtron)                               | Ja   | Ja   |      |      |      |
| Sonja Friess                                                         |                                        | Musik                                                      | Ja   | Ja   |      |      |      |
| Micha Schmid                                                         |                                        | Service                                                    |      |      | Ja   |      |      |
| Micha Schmid                                                         |                                        | Stepp-Tanz                                                 |      |      | Ja   |      |      |
| Sascha Portmann                                                      |                                        | Fotoreporterin, Crew-Köchin                                |      |      | Ja   | Ja   |      |
| Fix Müller                                                           |                                        | Bassist                                                    |      |      | Ja   |      |      |
| Eddie Bruderer                                                       |                                        | Komischer Portier, Empfang                                 |      |      |      | Ja   | Ja   |
| Urs Klingler                                                         | Long Baby John Higgins                 | Bassist                                                    |      |      | Ja   |      |      |
| Bigi Obrist                                                          |                                        | Crew-Köchin                                                |      |      |      |      | Ja   |
| Bigi Obrist                                                          |                                        | Stepp-Tanz                                                 |      |      |      |      | Ja   |
| Pia Keel (Ludmilla) und Carina Ott                                   | Esel Ciccolino                         | Stepptanzender Esel (Nachmittags)                          | Ja   | Ja   | Ja   | Ja   | Ja   |

### Midnight SpecialsAladin - La Folie Extraordinaire
| Jahr | Ort               | Art der Nachtvorstellung                     | Datum            | Wer/Was |
| ---- | ----------------- | -------------------------------------------- | ---------------- | --- |
| 1985 | Sechseläutenplatz | Tango-Nacht                                  | Mi. 24. Juli     | Tango-Palace (Alexandra Prusa und David Höner) sowie einer Tango Kapelle |
| 1985 | Sechseläutenplatz | Mimen-+ Dance-Nacht                          | Do. 25. Juli     | Pantomime Ludens (Peter Nadyjvanyi und Gabor Dvorak) mit dem Programm Humor der Bewegungen |
| 1985 | Sechseläutenplatz | Romantische Lieder-Nacht                     | Fr. 26. Juli     | Liederabend Der romantische Wahnwitz - Oh Rose schweige still. Leopold Kern - Tenor Markus Lehmann - Klavier |
| 1985 | Sechseläutenplatz | Theater-Nacht                                | Sa. 27. Juli     | Benito Gutmacher Le Cri du Corp |
| 1985 | Sechseläutenplatz | Chanson-Nacht                                | Mi. 31 Juli      | Liebes-, Laster- und Lästerlieder Mit der Diseuse Ada Hecht und am Klavier Berty Corazolla |
| 1985 | Sechseläutenplatz | Kabarett-Nacht                               | Do. 1. August    | Kabarett Götterspass |
| 1985 | Sechseläutenplatz | Mimentheater-Nacht                           | Fr. 2. August    | Mimentheater Inflagranti |
| 1985 | Sechseläutenplatz | Jazz-Nacht                                   | Sa. 3. August    | Bass-Solo-Programm mit Herbie Kopf urchige Klang-Waben mit den Appenzöller-Space-Schöttl melodiöser Modern Jazz mit den Front Page |
| 1985 | Sechseläutenplatz | Tanztheater-Nacht                            | Mi. 7. August    | Tamuté Company (Projekt Zürich) zeigt Metamorfosis |
| 1985 | Sechseläutenplatz | Projekt Zürich-Nacht                         | Do. 8. August    | Diverse Produktionen spielen für das Projekt Zürich |
| 1985 | Sechseläutenplatz | Überraschungs-Nacht                          | Fr. 9. August    | Guest Stars präsentiert durch das Kabarett Götterspass |
| 1985 | Sechseläutenplatz | Tanz-und Show-Nacht                          | Sa. 10. August   | Clan Miller and the Hot Kotz Marco Morelli - Improvisator |
| 1985 | Sechseläutenplatz | Komedie-Nacht                                | Mi. 14. August   | verschiedene Produktionen |
| 1985 | Sechseläutenplatz | Musik-Nacht                                  | Do. 15. August   | Schlager aus den 30er Jahren mit den Gigolos Jazzkammermusik mit den American Abroad |
| 1985 | Sechseläutenplatz | Theater-Nacht                                | Fr. 16. August   | Theater Rigolo Erinnerungen im Einzel |
| 1985 | Sechseläutenplatz | Bunte-Nacht                                  | Sa. 17. August   | Allerlei wird präsentiert durch die Miss Zürich Die Tollys - Step Dance SHow Marco Tempest - Magic Performance Hans Gyr - Solo Gesang Alessandro de Luca - Psychic Entertainer Cyndy - orientalischer Tanz Die Pedalos - Radakrobatik Tony - Die Liedermacher Claudia Brodbeck - Zampanoo Spettacolo Linuini - Clowns |
| 1987 | Jeunes Rives      | Bal, Danse et Rejouissaces                   | Sa. 5. November  | Tanzabend mit Aladin's Palace Sudstunk Orchestra |
| 1987 | Jeunes Rives      | Les Gais Lutrins                             | Fr. 11. November | Musik Quartett |
| 1987 | Jeunes Rives      | Clan Miller and the Hot Kotz + Marco Morelli | Sa. 12. November | Komedie Abend mit Marco Morelli und anschliessendem Tanzabend der Big Band |
| 1987 | Jeunes Rives      | Burhan Oeçal, Perkussion                     | Fr. 18. November | Musikabend mit Jazz und klassischer Musik |
| 1987 | Jeunes Rives      | Grand Repas mit Prima Carezza                | Sa. 19. November | Musik-Ensemble ausschliesslich bestehend aus Berner und Zürcher Medizinern, die nur ein Mal im Monat spielen und mit meinem beträchtlichem Repertoire, welches nur gegen Bargeld vorgestellt wird. Es besteht aus Violinen, Celli, Kontrabass, Klavier, Perkussion und Gesang.                                        |
| 1987 | Jeunes Rives      | 1991 - BBFC + Hatt + Auberson                | Fr. 25. November | Die Schweizer kult Band BBFC spielen zusammen mit Didier Hatt (Trompete & Horn) und Pascale Auberson (Gesang, Perkussion, Klavier und Tuba) |
| 1987 | Jeunes Rives      | Soiree d’adieu                               | Sa. 26. November | Überraschungsabend, Eintritt Gratis. |